# Compagnie du chemin de fer d'Orléans à Bordeaux
La Compagnie du chemin de fer d'Orléans à Bordeaux est créée en 1844-1845, à la suite de la concession donnée le 24 octobre 1844 à MM. Laurent (banquier), Luzarche (maître de forges) et Mackenzie (entrepreneur britannique) pour construire et exploiter pendant 28 ans une ligne de chemin de fer d'Orléans à Bordeaux, partie de la ligne de Paris à Bordeaux et à l'Espagne. La compagnie est approuvée par la loi du 16 mai 1845.
La section d'Orléans à Tours est ouverte au service des voyageurs le 2 avril 1846 et au service des marchandises le 15 juin suivant. La section de Tours à Poitiers est ouverte, quant à elle, le 5 juillet 1851.
Le 27 mars 1852, la Compagnie du chemin de fer d'Orléans à Bordeaux, la Compagnie du chemin de fer du Centre, la Compagnie du chemin de fer de Tours à Nantes et la Compagnie du chemin de fer de Paris à Orléans fusionnent en prenant le nom de cette dernière. La ligne d'Orléans à Bordeaux sera achevée par le Paris-Orléans, de Poitiers à Bordeaux, en 1852-1853.